# Шехерезада (илюзионистка)
Десислава Димитрова, по-известна със сценичното си име Шехерезада, е българска илюзионистка.

## Биография
Родена е на 26 юни 1986 г. Нейната първа изява на сцената е едва на 5 години. Тя участва като асистент на Кристо в шоуто, наречено „Магическият парад“.
След сценична изява на сребърната сватба на родителите си с тайно подготвяно изпълнение, което има голям успех пред гостите, нейният баща Боби Шоу се заема с подготовката ѝ като илюзионистка.

## Изяви и награди
Като илюзионист Шехеразада създава увлекателни магически етюди, предвидени за поставяне на сцена. Нейните изпълнения са с гълъби, огън, летящи обекти, въжета, свещи, илюзии и др.
На 8 октомври 2011 г. е удостоена с първа награда в категорията „Обща магия“ на 8-ия балкански фестивал, проведен в Белград, Сърбия.
На 23 януари 2012 г. и 30 януари 2013 г. участва във Фестивала на изкуствата в Маскат, Султанат Оман.
Шехерезада получава почетната статуетка „Маг на годината“ на 1 април 2012 г. на Националния преглед на магията. Това е първият път, в който такъв приз се връчва в България.
През 2013 г. Шехерезада и Боби Шоу разработват и представят съвместно магичния спектакъл „Stars of the magic“, в който участват най-големите илюзионисти от България и Европа.
През 2013 г. от 1 май до 15 септември Шехерезада развива творческа дейност в Испания, а от 6 ноември 2013 г. до 5 януари 2014 г. снима цял сезон на телевизионно шоу за детския канал на телевизия „Ал-Джазира“ в Доха, столицата на Катар.
В периода от август 2014 до февруари 2015 г. представя изпълнения от сценичната и close-up магия в Норвегия и Германия.